# Barrafranca
Barrafranca – miejscowość i gmina we Włoszech, w regionie Sycylia, w prowincji Enna.
Według danych na rok 2004 gminę zamieszkiwało 13 157 osób, 248,2 os./km².